# Nová Zhoř
Nová Zhoř (deutsch Neu Zhorz, auch Neu Shorsch) ist ein Ortsteil der Gemeinde Stránecká Zhoř in Tschechien. Er liegt acht Kilometer nordwestlich von Velké Meziříčí und gehört zum Okres Žďár nad Sázavou.

## Geographie
Nová Zhoř befindet sich im Süden der Böhmisch-Mährischen Höhe auf einem Höhenzug zwischen den Tälern der Žďárka und Balinka.
Nachbarorte sind Blízkov im Norden, Stránecká Zhoř im Nordosten, Hrbov und Svařenov im Osten, Frankův Zhořec im Südosten, Otín im Süden, Geršov und Pouště im Südwesten, Chlumek im Westen sowie Měřín und Pustina im Nordwesten.

## Geschichte
An der Stelle des heutigen Dorfes befand sich seit dem 17. Jahrhundert der herrschaftliche Hof Nový dvůr / Neuer Hof. Erstmals erwähnt wurde der Neue Hof zusammen mit anderen Höfen im Jahre 1680, als der Konvent der Unbeschuhten Karmeliter der hl. Anna in Mannersdorf die Herrschaft Pivcova Zhoř an Rudolf Graf Rabatta zu Dornberg und Canal verkaufte. Wahrscheinlich wurde er nach dem Dreißigjährigen Krieg auf wüstem Grund angelegt, möglicherweise an der Stelle des seit Mitte des 16. Jahrhunderts erloschenen Dorfes Křeptov.
Bis 1729 war der Neue Hof ein Wirtschaftshof der Herrschaft Pivcova Zhoř. Nach deren Verkauf an Franz Graf Ugarte auf Velké Meziříčí wurde ein Teil der Fluren des Hofes parzelliert und um den Hofteich die Ansiedlung Nový Dvůr angelegt, die zu den Zhorzer Gütern gehörte und wenig später als Nová Zhoř / Neu Zhorz bezeichnet wurde. 1775 lebten in Nová Zhoř neun Menschen.
Nach der Aufhebung der Patrimonialherrschaften bildete Nová Zhoř ab 1850 einen Ortsteil der Gemeinde Votín in der Bezirkshauptmannschaft Velké Meziříčí. Zum Ende des 19. Jahrhunderts hatte Nová Zhoř 57 Einwohner. Die abgelegene Lage von Anschluss an die Verkehrswege führte im 20. Jahrhundert zur Abwanderung vieler Einwohner.
Bis zur Bodenreform in den 1920er Jahren war der Neuhof einer der Wirtschaftshöfe des Großgrundbesitzes von Franz Graf Harrach auf Velké Meziříčí.
1921 wurde das Dorf Teil der Gemeinde Stránecká Zhoř. Zu Beginn des Jahres 1961 wurde das Dorf  dem Okres Žďár nad Sázavou zugeordnet. Im Jahre 1965 erhielt Nová Zhoř eine Anschlussstraße zur westlich des Ortes verlaufenden Straße von Měřín nach Otín. Zwischen 1980 und 1990 gehörte Nová Zhoř als Ortsteil zu Měřín. 1991 hatte der Ort 35 Einwohner. Im Jahre 2001 bestand das Dorf aus 11 Wohnhäusern, in denen 33 Menschen lebten.

## Sehenswürdigkeiten
- Glockenturm
- ehemaliger Hof Nový dvůr, heute Wohngebäude